# Jekaterina Arsenjeva
Jekaterina Anatoljevna Arsenjeva (Russisch: Екатерина Анатольевна Арсеньева; meisjesnaam: Савельева; Saveljeva) (Leningrad, 24 oktober 1986) is een Russische basketbalspeelster, die speelde voor het nationale team van Rusland. Ze is Meester in de sport van Rusland, Internationale Klasse.

## Carrière
Arsenjeva begon haar carrière bij Baltiejskaja Zvezda Sint-Petersburg in 2000. Ze won met die club de EuroCup Women in 2004 door in de finale Szolnoki MÁV Coop uit Hongarije met 68-64 te verslaan. In 2006 stapte ze over naar Sparta&K Oblast Moskou Vidnoje. Met die club werd Arsenjeva Landskampioen van Rusland in 2007. In 2007 ging ze naar BK Moskou. Met BK Moskou haalde ze voor de tweede keer de finale van de EuroCup Women. Ze verloor de finale van Beretta Famila Schio uit Italië met 136-165 over twee wedstrijden. In 2009 ging ze naar Spartak Sint-Petersburg. In 2011 ging Arsenjeva naar Dinamo Koersk. Met die club haalde ze in 2012 voor de derde keer de finale van de EuroCup Women. Ze wonnen van Kayseri Kaski SK uit Turkije met 130-121 over twee wedstrijden. In 2013 ging ze naar Dinamo Novosibirsk. In 2016 stopte ze met basketbal.

## Erelijst
- Landskampioen Rusland: 1
  - Winnaar: 2007
  - Derde: 2004
- EuroCup Women: 2
  - Winnaar: 2004, 2012
  - Runner-up: 2008